# Tischeria ambigua
Tischeria ambigua là một loài bướm đêm thuộc họ Tischeriidae. Nó được tìm thấy ở California.
Ấu trùng ăn Ceanothus oliganthus. Chúng ăn lá nơi chúng làm tổ.